# Piazzatorre
Piazzatorre – miejscowość i gmina we Włoszech, w regionie Lombardia, w prowincji Bergamo.
Według danych na styczeń 2009 gminę zamieszkiwało 446 osób przy gęstości zaludnienia 19 os./1 km².